# 汤浅光朝
汤浅光朝（日语：／ Yuasa Mitsutomo */?，1909年12月20日—2005年1月26日），日本科学史专家，曾提出“汤浅现象”。

## 生平
福井县出身。1932年毕业于東京帝国大学理学部物理学科。1936年担任陆军士官学校教授，1938年兼任陆军气象部技师。1954年成为神户大学教授。1973年任專修大學教授。1980年退休。居住在八王子市。2005年1月26日下午3时53分因肺炎去世。享年95岁。